# 3. divisjon 1997
La pagina contiene i dati relativi alla stagione 1997 della 3. divisjon, quarto livello del campionato norvegese maschile di calcio.
Per ciascuno dei 19 gruppi sono stati disputati tra i 20 e i 24 turni di gare (a seconda della dimensione del gruppo), con 3 punti assegnati per le vittorie e 1 per i pareggi.
Tutti i vincitori dei gruppi sono stati promossi nella 2. divisjon, così come alcuni dei migliori secondi classificati.

## Tabellone

### Gruppo 1
1. Bjerke – promosso
2. Rælingen
3. Hafslund
4. Torp
5. Lisleby
6. Ullensaker/Kisa
7. Greåker
8. Drøbak/Frogn 2 –  retrocesso
9. Skjetten 2
10. Sørumsand – retrocesso
11. Aurskog/Finstadbru – retrocesso
12. Nittedal – retrocesso

### Gruppo 2
1. Rakkestad – promosso
2. Skeid 2
3. Kvik Halden
4. Trøgstad/Båstad
5. Moss 2
6. Nordby
7. Kolbotn
8. Rygge
9. Tune
10. Vestby – retrocesso
11. Nesodden – retrocesso
12. Hærland – retrocesso

### Gruppo 3
1. Vålerenga 2 – promosso
2. Brandval
3. Grue
4. Fart
5. Kongsvinger 2
6. Vang
7. Kjellmyra
8. Manglerud Star
9. Gjelleråsen
10. Grorud – retrocesso
11. Oppsal – retrocesso
12. Stange – retrocesso

### Gruppo 4
1. Nybergsund – promosso
2. Vardal
3. Vinstra
4. Trysil
5. Kolbu/KK
6. Lillehammer FK
7. Toten
8. Sel
9. Follebu
10. Nordre Land – retrocesso
11. Vind – retrocesso
12. Ringsaker – retrocesso

### Gruppo 5
1. Stabæk 2 – promosso
2. Lyn 2 – promosso
3. Asker
4. Flint
5. Teie
6. Holmen
7. Fram
8. Fagerborg
9. Borre
10. Fevang – retrocesso
11. KFUM – retrocesso
12. Tjølling – retrocesso

### Gruppo 6
1. Drafn – promosso
2. Skarphedin
3. Birkebeineren
4. Slemmestad
5. Storm
6. Snøgg
7. Skotfoss
8. Åmot
9. Rjukan
10. Tønsberg FK – retrocesso
11. Urædd – retrocesso
12. Solberg –  retrocesso

### Gruppo 7
1. Mandalskameratene – promosso
2. Tollnes
3. Lyngdal
4. Kvinesdal
5. Randesund
6. Grim/Start 2
7. Våg
8. Langesund
9. Sørfjell
10. Donn – retrocesso
11. Øyestad – retrocesso
12. Kragerø – retrocesso

### Gruppo 8
1. Klepp – promosso
2. Bryne 2
3. Rosseland
4. Hana
5. Hundvåg
6. Figgjo
7. Varhaug
8. Egersund
9. Nærbø
10. Buøy – retrocesso
11. Staal – retrocesso
12. Sokndal – retrocesso
13. Stavanger – retrocesso

### Gruppo 9
1. Haugesund 2 – promosso
2. Sandnes – promosso
3. Nord
4. Åkra
5. Odda
6. Grannekameratene
7. Bremnes
8. Skjold
9. Kjøkkelvik
10. Djerv 1919 – retrocesso
11. Solid – retrocesso
12. Avaldsnes – retrocesso

### Gruppo 10
1. Os – promosso
2. Ny-Krohnborg
3. Kleppestø
4. Vadmyra
5. Follese
6. Radøy
7. Florvåg
8. Bjørnar
9. Nymark
10. Hovding – retrocesso
11. Bergen Sparta – retrocesso
12. Kalandseid – retrocesso
13. Austrheim – retrocesso

### Gruppo 11
1. Jotun – promosso
2. Sogndal 2 – promosso
3. Tornado
4. Sandane
5. Florø
6. Dale
7. Fjøra
8. Eid
9. Eikefjord
10. Høyang
11. Jølster
12. Anga

### Gruppo 12
1. Aalesund 2 – promosso
2. Velledalen og Ringen
3. Spjelkavik
4. Hødd 2
5. Langevåg
6. Bergsøy
7. Brattvåg
8. Stranda
9. Hareid
10. Valder
11. Aksla – retrocesso
12. Herd – retrocesso

### Gruppo 13
1. Clausenengen – promosso
2. Kristiansund – promosso
3. Bryn
4. Ekko/Aureosen
5. Søya
6. Kvass/Ulvungen
7. Sunndal
8. Tomrefjord – retrocesso
9. Bøfjord
10. Surnadal
11. Isfjorden
12. Bud

### Gruppo 14
1. Orkdal – promosso
2. Singsås
3. Tynset
4. NTHI
5. Løkken
6. Røros
7. KIL/Hemne
8. Heimdal
9. Strindheim 2 – retrocesso
10. Hitra – retrocesso
11. Leinstrand – retrocesso
12. Brekken – retrocesso

### Gruppo 15
1. Bangsund – promosso
2. Tiller
3. Melhus
4. Kvamskameratene
5. Fram
6. Levanger
7. Tranabakkan
8. Verdal 2
9. Vinne
10. Vanvik – retrocesso
11. Steinkjer 2 – retrocesso
12. Fosen – retrocesso

### Gruppo 16
1. Bodø/Glimt 2 – promosso
2. Saltdalkameratene
3. Brønnøysund
4. Nesna
5. Sørfold
6. Stålkameratene 2
7. Korgen
8. Nedre Beiarn – retrocesso
9. Nordre Meløy
10. Sømna
11. Grand Bodø – retrocesso

### Gruppo 17
1. Morild – promosso
2. Landsås
3. Flakstad
4. Vågakameratene
5. Medkila
6. Leknes
7. Skånland
8. Grovfjord
9. Stokmarknes – retrocesso
10. Beisfjord
11. Andenes – retrocesso
12. Kvæfjord – retrocesso

### Gruppo 18
1. Lyngen/Karnes – promosso
2. Ulfstind – promosso
3. Nordreisa
4. Skarp
5. Salangen
6. Balsfjord
7. Ramfjord
8. Bardu
9. Tromsdalen 2
10. Sørreisa – retrocesso
11. Pioner – retrocesso
12. Storfjord – retrocesso

### Gruppo 19
1. Hammerfest – promosso
2. Kirkenes
3. Kautokeino
4. Honningsvåg
5. Sørøy Glimt
6. Nordkinn
7. Bossekop
8. Alta 2 – retrocesso
9. Golnes – retrocesso
10. Bjørnevatn
11. Lakselv
12. Nordlys